# Херцог на Кеймбридж
Херцог на Кеймбридж (на английски: Duke of Cambridge) е британска благородническа титла по названието на град Кеймбридж в Англия. Титлата е наследствена, като се наследява от мъжки потомци по първородство, и е била предоставяна на членове на британското кралско семейство няколко пъти. Има специфичен благороднически ранг в британското кралско семейство. Херцогството на Кеймбридж е едно от осемте кралски херцогства в Обединеното кралство към 2021 г.
Титлата „херцог на Кеймбридж“ е създадена за първи път през 1660 г. и замества съществувалата преди това титла „граф на Кеймбридж“. Титлата изчезва няколко пъти, преди да бъде възродена през 2011 г., когато кралица Елизабет II я връчва на внука си принц Уилям на 29 април 2011 г. след брака му с Катрин Мидълтън.

## История
Титлата е дадена за първи път през 1660 г. от крал Чарлз II (непосредствено след възстановяването на монархията) на неговия невръстен най-голям племенник Чарлз Стюарт (1660–1661), първи син на херцога на Йорк (по-късно крал Джеймс II), но той никога не става официално херцог на Кеймбридж, тъй като умира на шестмесечна възраст. Първото официално признато създаване на херцогството е през 1664 г., когато крал Чарлз II дава титлата на следващия си най-голям жив племенник Джеймс Стюарт, вторият невръстен син на херцога на Йорк, който умира в началото на 1667 г. на тригодишна възраст и титлата отново изчезва. По-късно същата година титлата е дадена от краля на неговия следващ най-голям оцелял племенник Едгар Стюарт, третият син на херцога на Йорк, който също умира в ранна детска възраст, през 1671 г. на три години, с което титлата изчезва за трети път. Четвъртият син на херцога на Йорк Чарлз Стюарт (най-големият му син от втората му съпруга) също е бил наречен херцог на Кеймбридж през 1677 г., но умира на около месец, без да е живял достатъчно дълго, за да бъде официално обявен за херцог.

През 1706 г. кралица Анна възстановява титлата, като я дава на Джордж Август (по-късно крал Джордж II), син на курфюрста на Хановер (по-късно крал Джордж I), неин далечен братовчед (и двамата са потомци на крал Джеймс I). Когато титлата е създадена, Джордж Август е трети в линията за наследяване на трона, след баба си София и баща си. Когато той се възкачва на трона като крал Джордж II през 1727 г., херцогството се слива с короната и титлата отново изчезва.
Титлата е възстановена за втори път  през 1801 г. от крал Джордж III за неговия седми син принц Адолф (1774–1850), тогава на 27 години. След смъртта му през 1850 г. титлата е наследена от неговия единствен син принц Джордж, 2-ри херцог на Кеймбридж, на чиито трима сина е забранено да наследяват титлата, тъй като бракът му е бил в нарушение на Закона за кралските бракове от 1772 г. Така след смъртта на втория херцог през 1904 г. титлата отново изчезва.
В периода преди сватбата на принц Едуард, най-малкия син на кралица Елизабет II, през 1999 г. се спекулира, че най-вероятно ще му бъде дадено херцогството на Кеймбридж или на Съсекс, но в крайна сметка той получава титлата граф на Уесекс и е обявено, че ще бъде следващият херцог на Единбург след баща си.
На 29 април 2011 г., в деня на сватбата на принц Уилям с Катрин Мидълтън, е обявено, че кралица Елизабет II дава на внука си титлите херцог на Кеймбридж, граф на Стратърн и барон Карикфъргюс,  отнасящи се съответно до места в Англия, Шотландия и Северна Ирландия, три от съставните страни на Обединеното кралство.